# Angelo Badini
Angelo Badini (Rosario, 23 settembre 1894 – Bologna, 12 febbraio 1921) è stato un calciatore argentino naturalizzato italiano, di ruolo centromediano.

## Biografia
Era noto anche come Badini I per distinguerlo dai fratelli Emilio, Cesare ed Augusto, anch'essi calciatori.
I genitori, entrambi bolognesi, si erano trasferiti in Sud America in giovane età e fecero ritorno a Bologna nel 1912, quando Angelo aveva 18 anni. Era diplomato in architettura all'Accademia di belle arti.
È sepolto nel Cimitero Monumentale della Certosa di Bologna, rappresentato in una scultura di Pietro Veronesi, che lo ritrae tra i due genitori e con la maglia del Bologna F.C..

## Carriera

### Club

Angiolino

La sua carriera cominciò nel Club Atlético Sparta di Rosario, in Argentina.
Giunto nel capoluogo emiliano, giocò per molti anni nel Bologna, di cui divenne uno dei migliori giocatori. Durante la prima guerra mondiale, lasciò momentaneamente il Bologna e il suo ruolo di allenatore delle formazioni giovanili rossoblu - i celebri boys -, per aggregarsi all'Unione Sportiva Milanese, con la quale disputò la coppa Biffi e la coppa Mauro. Terminata la breve parentesi milanese, tornò al Bologna e ne divenne capitano e trascinatore per diversi campionati.
Giocò l'ultima partita della sua vita il 9 gennaio 1921, poi si ammalò di setticemia. Dopo poche settimane la malattia pareva in risoluzione, tanto che esultò da casa il 6 febbraio per un clamoroso 10-1 del Bologna ai danni dei rivali del Modena. Un improvviso peggioramento lo finì alle 18:20 del 12 febbraio 1921. I suoi funerali videro una grande partecipazione di folla. Poco tempo dopo, lo Stadio Sterlino fu intitolato a suo nome: "Campo Angelo Badini".